# Contaminat
Dans l'industrie pétrolière, un contaminat est un produit qui est mélangé à un autre produit. On trouve des « contaminats » dans le traitement des bruts, dans le pompage des bruts et des produits (intermédiaires et finis), sur les lieux de production des bruts, etc.
En effet, le traitement des bruts en raffinerie se fait par séquences successives tout comme dans le pompage des oléoducs. Pour ne pas trop polluer les produits (ou les bruts) de bonne qualité par ceux de mauvaise qualité, on procède au traitement (ou pompage) par lots successifs et de qualités progressives.
Par exemple, on commence par distiller un brut BTS pendant un certain temps (48 h à 72 h) puis on passe au traitement d'un brut MTS, puis au brut HTS. 
Entre deux séquences de traitement « BTS-MTS » ou « MTS-HTS », il existe une certaine quantité de produits issus du brut BTS qui sont pollués par des produits issus du brut MTS, et ceux du brut MTS par ceux du brut HTS. Ces quantités de produits s'appellent des « contaminats ». Ils sont stockés et réinjectés, pendant le traitement « normal », mais à faibles doses pour ne pas modifier les caractéristiques des produits « propres ».
Pour les bruts et produits transportés dans les oléoducs, les séquences d'envoi sont, par exemple :
- brut léger BTS → brut moyen BTS → brut lourd BTS → brut lourd MTS → brut moyen MTS, etc. ;
- carburant auto → super carburant → Jet fuel → kérosène → gasoil → kérosène → Jet fuel, etc.

Les différents contamimats sont stockés, puis retraités.